# Гоферова змія
Гоферова змія (Pituophis catenifer) — неотруйна змія з роду Гоферові змії родини Вужеві. Має 10 підвидів.

## Опис
Загальна довжина коливається від 80 см до 2,8 м. Голова невелика, зі збільшеним ростральними щитком. Забарвлення жовте або кремове з великими темними коричневими або червоними поперечними плямами. Деякі популяції мають жовто-коричневі або червонуваті проміжки між плямами. Часто присутня темна смужка навколо голови, яка тягнеться по лобу між очей й продовжується позаду очей до кутів рота. Біле або жовтувате черево часто вкрите дрібними темними цятками.

## Спосіб життя
Полюбляє пустелі, прерії, рідколісся, світлі хвойні ліси та сільськогосподарські угіддя. На заході ареалу звичайна на пасовищах, лугах, ділянках, порослих чагарником. Живе на піщаних, глинистих і кам'янистих ґрунтах. Добре лазить й риє ходи у землі. Активна протягом дня, за винятком спекотних сезонів. Зустрічається на висоті до 2800 м над рівнем моря. При небезпеці або роздратуванні видає свистячі та шиплячі звуки, сплощує та розширює голову та вібрує хвостом. Харчується гризунами, кроликами, кротами, птахами, пташиними яйцями, нерідко поїдає також ящірок й великих комах.
Це яйцекладна змія. Самиця відкладає до 20 яєць.

## Розповсюдження
Мешкає від південної частини Канади до півночі Мексики, зустрічається по всій території США. 

## Підвиди
- Pituophis catenifer affinis
- Pituophis catenifer annectens
- Pituophis catenifer bimaris
- Pituophis catenifer catenifer
- Pituophis catenifer coronalis
- Pituophis catenifer deserticola
- Pituophis catenifer fulginatus
- Pituophis catenifer insulanus
- Pituophis catenifer pumilis
- Pituophis catenifer sayi

Pituophis catenifer saiy — буйволяча змія. Займає усю східну половину ареалу виду. Відрізняється масивним тулубом з невеликою головою й кілеватою спинною лускою. Довжина до 2,5 м. Забарвлення жовте, кремове або коричнювате з великими чорними, коричневими або червоно-коричневими спинними плямами й складним малюнком з невеликих плям з боків.
Pituophis catenifer affinis — гоферова змія Сонорська. Поширена на південному заході США й у Мексиці. Тулуб тонкий, змія з невеликою головою і кілеватою спинною лускою. Забарвлення коливається від кремового до солом'яно-жовтого з коричневими або червонувато-коричневими плямами, які стають темнішими у напрямку до хвоста. Проміжки між плямами у задній частині тулуба стають ширшими. Більшість альбіносів.
Pituophis catenifer catenifer — гоферова змія тихоокеанська. Поширена уздовж тихоокеанського узбережжя США від штату Орегон до Каліфорнії. Довжина до 1,5 м. Забарвлення коливається від солом'яно-жовтого до коричневого. Спинні плями відносно дрібні й дуже численні. Зустрічається альбіносна форма.